# جورج بيري
جورج بيري (بالألمانية: George Berry) (19 نوفمبر 1957 في ألمانيا - ) هو لاعب كرة قدم ألماني في مركز قلب الدفاع. شارك مع منتخب ويلز لكرة القدم. أما مع النوادي، فقد لعب مع بريستون نورث إيند وستوك سيتي ونادي بيتربورو يونايتد ونادي دونكاستر روفرز ووولفرهامبتون واندررز وستافورد رينجرز ونادي ألدرشوت.

## وصلات خارجية
- جورج بيري على موقع قاعدة بيانات كرة القدم.إي يو (الإنجليزية)